# Oncholaimus attenuatus
Oncholaimus attenuatus är en rundmaskart som beskrevs av Félix Dujardin 1845. Oncholaimus attenuatus ingår i släktet Oncholaimus och familjen Oncholaimidae. Inga underarter finns listade i Catalogue of Life.